# NHKみんなの手話
『NHKみんなの手話』（エヌエイチケイみんなのしゅわ）は、NHK教育テレビジョンが1990年4月2日より放送を開始した手話講座番組である。尚、2022年度から始まった『5分でみんなの手話』についてもここで記す。

## 概要
番組は、聴覚障害者と健聴者のコミュニケーションを図ることを目的に製作されており、聴覚障害者に対する基本的な日常手話会話を、映像と文字多重放送による字幕を使って判りやすく紹介する。また、聴覚障害のハンディキャップを克服しながら活動に取り組む人々を紹介するミニコーナーを設ける。講座は全25回にわたって行われ、毎年4月から9月までは本放送、10月から翌年3月までは再放送という構成を取る。
番組のテキストは、NHK出版より発売される。

## 放送時間
（出典：）
| 放送期間            | 放送時間（日本時間）       | 放送時間（日本時間）                                        |
| 放送期間            | 本放送                     | 再放送                                                      |
| ------------------- | -------------------------- | ----------------------------------------------------------- |
| 1990年度            | 月曜 18:30 - 19:00（30分） | 土曜 13:00 - 13:30（30分）                                  |
| 1991年度 - 1992年度 | 月曜 18:30 - 19:00（30分） | 火曜 15:00 - 15:30（30分）                                  |
| 1993年度 - 1996年度 | 月曜 19:20 - 19:50（30分） | 火曜 13:00 - 13:30（30分）                                  |
| 1997年度 - 1998年度 | 火曜 19:30 - 20:00（30分） | 水曜 13:00 - 13:30（30分）                                  |
| 1999年度            | 土曜 7:10 - 7:35（25分）   | 月曜 13:05 - 13:30（25分）                                  |
| 2000年度            | 土曜 7:10 - 7:35（25分）   | 日曜 4:30 - 4:55（25分） 月曜 13:05 - 13:30（25分）         |
| 2001年度 - 2002年度 | 土曜 7:10 - 7:35（25分）   | 月曜 13:05 - 13:30（25分）                                  |
| 2003年度            | 土曜 18:30 - 18:55（25分） | 金曜 6:45 - 7:10（25分）                                    |
| 2004年度 - 2006年度 | 土曜 21:30 - 21:55（25分） | 金曜 6:45 - 7:10（25分）                                    |
| 2007年度            | 土曜 20:00 - 20:25（25分） | 土曜 11:15 - 11:40（25分）                                  |
| 2008年度 - 2010年度 | 日曜 19:00 - 19:25（25分） | 土曜 11:15 - 11:40（25分）                                  |
| 2011年度            | 日曜 19:00 - 19:25（25分） | 金曜 11:30 - 11:55（25分）                                  |
| 2012年度 - 2013年度 | 日曜 19:00 - 19:25（25分） | 月曜 12:25 - 12:50（25分）                                  |
| 2014年度            | 日曜 19:00 - 19:25（25分） | 火曜 10:25 - 10:50（25分）                                  |
| 2015年度 - 2017年度 | 日曜 19:30 - 19:55（25分） | 火曜 10:25 - 10:50（25分）                                  |
| 2018年度 - 2021年度 | 日曜 19:30 - 19:55（25分） | 金曜 13:05 - 13:30（25分）                                  |
| 2022年度            | 月曜 15:30 - 15:55（25分） | 水曜 0:00 - 0:25（25分、火曜深夜） 木曜 5:30 - 5:55（25分） |
| 2023年度            | 金曜 11:30 - 11:55（25分） | 水曜 0:00 - 0:25（25分、火曜深夜） 木曜 5:30 - 5:55（25分） |
| 2024年度 -          | 金曜 14:35 - 15:00（25分） | 金曜 11:30 - 11:55（25分）                                  |

## 出演者

### 1990年度
- 講師：石原茂樹[2]

### 1991年度
- 講師：石原茂樹
- 講師：芹沢ヒロ子（10月28日～石原講師に代わり出演回あり）[3]

### 1992年度
- 講師：石原茂樹
- 木村晴美

### 1993年度
- 講師：石原茂樹
- 木村晴美

### 1994年度
- 講師：石原茂樹
- 岩田恵子

### 2006年度
- 講師：米川明彦、井崎哲也
- 生徒兼司会：加藤夏希
- 手話読取：新藤保代（声）
- 「サンバDE指文字」というコーナーには、シンガーソングライターのEPOが出演していた。

### 2009年度
- 講師：早瀨憲太郎、小椋英子
- 生徒兼司会：林家正蔵

### 2010年度
- 講師：早瀨憲太郎、森本友里子
- 生徒兼司会：今井絵理子（SPEED）

### 2011年度
- 講師：早瀨憲太郎、妹尾映美子
- 生徒兼司会：今井絵理子

### 2012年度
- 講師：早瀨憲太郎
- 生徒兼司会：今井絵理子

### 2013年度
- 講師：早瀨憲太郎
- 生徒兼司会：梅田みさと
- 講師アシスタント：貴田みどり

### 2014年度
- 講師：早瀨憲太郎
- ナビゲーター：三宅健（V6 / Coming Century）
- 講師アシスタント：金子真美

### 2015年度
- 講師：善岡修
- ナビゲーター：三宅健
- 講師アシスタント：ホサナ、那須善子

### 2016年度
- 講師：善岡修
- ナビゲーター：三宅健

### 2017年度
- 講師：善岡修
- ナビゲーター：三宅健
- 講師アシスタント：貴田みどり、那須善子

### 2018年度
- 講師：森田明
- ナビゲーター：三宅健
- 講師アシスタント：那須善子
- 監修：松岡和美

### 2019年度
- 講師：森田明
- ナビゲーター：三宅健
- 講師アシスタント：那須善子
- 監修：松岡和美

### 2020年度
- 講師：森田明
- ナビゲーター：三宅健
- 講師アシスタント：那須善子
- 監修：小林信恵

### 2021年度
- 講師：森田明（店主 森田さん）
- ナビゲーター：三宅健（手話学習中のお客 三宅さん）
- 講師アシスタント：那須善子（森田さんの先輩で常連客 那須さん）
- 講師アシスタント：那須映里（新人アルバイト エリさん）
- 講師アシスタント：宮坂七海（常連客 宮坂さん）
- 講師アシスタント：寺澤英弥（常連客 寺澤さん）
- カフェに住んでいるドラゴン「シュドラ」（声・黒柳徹子）
- 監修：前川和美、下谷奈津子

### 2022年度
- 講師：森田明（店主 森田さん）
- ナビゲーター：三宅健（手話学習中のお客 三宅さん）
- 講師アシスタント：那須善子（森田さんの先輩で常連客 那須さん）
- 講師アシスタント：那須映里（新人アルバイト エリさん）
- 講師アシスタント：宮坂七海（常連客 宮坂さん）
- 講師アシスタント：寺澤英弥（常連客 寺澤さん）
- カフェに住んでいるドラゴン「シュドラ」（声および人間体・黒柳徹子）
- 監修：前川和美、下谷奈津子
  - 再放送枠も含めた放送時間変更により「徹子の部屋」（テレビ朝日）との裏被りが解消されたことを機に、黒柳自身がシュドラの人間体としてオープニングに登場するようになった。

### 2023年度
- 講師：森田明（店主 森田さん）
- ナビゲーター：佐久間大介（手話学習中のお客 佐久間さん）
- 講師アシスタント：那須善子（森田さんの先輩で常連客 那須さん）
- 講師アシスタント：那須映里（新人アルバイト エリさん）
- 講師アシスタント：宮坂七海（常連客 宮坂さん）
- 講師アシスタント：寺澤英弥（常連客 寺澤さん）
- カフェに住んでいるドラゴン「シュドラ」（声および人間体・黒柳徹子）
- 監修：前川和美、下谷奈津子

### 2024年度
- 講師：森田明（店主 森田さん）
- ナビゲーター：富栄ドラム（手話学習中のお客 ドラムさん）
- 講師アシスタント：佐沢静枝（常連客 佐沢さん）
- 講師アシスタント：那須映里（新人アルバイト エリさん）
- 講師アシスタント：宮坂七海（常連客 宮坂さん）
- 講師アシスタント：西脇将伍（常連客 西脇さん）
- カフェの看板ドラゴン「ドラミル」（声・大野エリ）
- 監修：佐沢静枝、數見陽子

## 5分でみんなの手話

### 概要（5分）
2022年3月まで放送されていた『ワンポイント手話』に変わって始まった。

### 出演者（5分）
| 出演者名 | 役柄等の説明                       | 役柄等の説明                              |
| -------- | ---------------------------------- | ----------------------------------------- |
| 三宅健   | ナビゲーター・手話学習中のお客さん | ナビゲーター・手話学習中のお客さん        |
| 森田明   | 講師・カフェ「みんなの手話」店主   | 講師・カフェ「みんなの手話」店主          |
| 那須善子 | 那須善子                           | カフェ「みんなの手話」常連客              |
| 那須映里 | 那須映里                           | カフェ「みんなの手話」店員                |
| 宮坂七海 | 宮坂七海                           | お客さん                                  |
| 寺澤英弥 | 寺澤英弥                           | お客さん                                  |
| 黒柳徹子 | 黒柳徹子                           | カフェの看板ドラゴン「シュドラ」 声の出演 |

上記の出典はこちらです。

### 放送時間（5分）

#### 2022年度
- 本放送：火曜日 5:55 - 6:00（Eテレ）
- 再放送：木曜日 15:25 - 15:30（Eテレ）、土曜日 6:00 - 6:05（Eテレ）、日曜日 4:15 - 4:20（総合）

#### 2023年度
- 本放送：月曜日 10:50 - 10:55（総合）
  - 祝日、国会中継時、高校野球などのスポーツ中継時は休止。
- 再放送：火曜日 5:55 - 6:00（Eテレ）、木曜日 14:45 - 14:50（Eテレ）、土曜日 6:20 - 6:25（Eテレ）、日曜日 4:20 - 4:25（総合）、日曜日 10:50 - 10:55（総合）